# Frente para la Liberación Nacional de Ogadén

Bandera del FLNO.

El Frente para la Liberación Nacional de Ogadén (FLNO) (en amárico:ኦጋደን፡ ብሔራዊ፡፡ነጽነት፡ግንባር, en somalí: Jabhadda Wadaniga Xoreynta Ogaadeenya, JWXO) es un movimiento social y político que tiene como fin la autodeterminación e independencia de la región de Ogadén (Etiopía).

## Trasfondo
Debido a que Ogadén está poblado por mayoría somalí, el FLNO dice que Etiopía es un gobierno ocupante. Sin embargo, el pueblo de Ogadén está representado en el Gobierno etíope, incluyendo en el partido de la oposición Partido Democrático de los Pueblos Somalíes. El FLNO está compuesto en su mayoría por miembros del clan Ogaden.
El brazo armado del FLNO es el Ejército para la Liberación Nacional de Ogadén (ELNO). Algunos analistas argumentan que el Comité de Derechos Humanos de Ogadén (CDHO), una organización humanitaria controlada por partidarios del FLNO, es su rama diplomática y asiste al FLNO en sus relaciones internacionales con los países occidentales.

## Historia

### Actualidad
El FLNO ha sido designado como grupo terrorista por el gobierno etíope, aunque otros países no coinciden con esta designación.